# Mariló Montero
Pour les articles homonymes, voir Montero (homonymie).
 (juillet 2016).
Si vous disposez d'ouvrages ou d'articles de référence ou si vous connaissez des sites web de qualité traitant du thème abordé ici, merci de compléter l'article en donnant les références utiles à sa vérifiabilité et en les liant à la section « Notes et références ».
María Dolores Leonor Montero Abárzuza, plus connue sous le nom de Mariló Montero, née le 28 juillet 1965 à Estella (Navarre, Espagne), est une journaliste et animatrice espagnole de télévision. Elle présente l'émission matinale La Mañana sur la chaîne publique TVE de 2009 à 2016.

## Biographie
En 2009, elle commence à travailler à TVE où elle est sous-directrice et présentatrice de l'émission matinale La Mañana jusqu'en juin 2016.
De juin à septembre 2014, elle présente aussi l'émission en prime time El pueblo más divertido.
Elle quitte TVE en juin 2016.
En juillet 2016, elle poursuit le dirigeant politique Pablo Iglesias pour des propos qu'elle juge « machistes » contre elle.

### Vie privée
Elle a deux enfants avec le journaliste Carlos Herrera avec qui elle a été mariée de 1991 à 2011 : Alberto et Rocío Herrera. Rocío Herrera est mannequin sous le nom de Rocío Crusset.